# Ilmarinen (Schiff, 1833)
Ilmarinen war das erste in Finnland gebaute Dampfschiff. Es wurde nach dem mythischen Schmied Ilmarinen benannt.

## Geschichte
Der nordkarelische Industrielle Nils Ludvig Arppe plante den Transport von Brettern aus seinen Sägewerken mittels eines Dampfschiffs und beantragte deshalb am 2. September 1832 die Erlaubnis dazu. Im selben Monat erhielt er vom russischen Zaren Nikolaus I. die Genehmigung zum Bau und für 50 Jahre das alleinige Recht zum Betrieb eines Dampfschiffs für die Binnenschifffahrt auf dem Saimaa. Die Angelegenheit wurde jedoch zur letztendlichen Entscheidung an den finnischen Senat überwiesen. Dieser bestätigte die Genehmigung, begrenzte das alleinige Patent jedoch auf 20 Jahre.
Der Holzrumpf des Schiffes wurde im Jahre 1833 von dem Schiffbauer Sandsund aus Österbotten in Puhos bei der Stadt Kitee gebaut. Er war 26,20 m lang und 4,00 m breit. Die 34 PS starke Dampfmaschine stammte von Alexandrowski aus Sankt Petersburg, der sie nach Plänen von Matthew Clarke Engineering Works in England baute. Durch die Maschine wurden zwei seitliche Schaufelräder angetrieben. Der Engländer John Reed, der den Einbau der Dampfmaschine überwachte, schulte das Personal mit deren Umgang. Der Bau des 30.000 Rubel teuren Raddampfers wurde von Nils Ludvig Arppe und Johan Fredrik Hackman, dem Direktor von Hackman & Co in Wyborg, finanziert.
Bei der Jungfernfahrt am 10. August 1833 navigierte Kapitän Taneli Rouvinen das Schiff von Puhos nach Honkalahti bei Joutseno. Das Schiff diente hauptsächlich als Schlepper für vier bis fünf mit Holzbrettern beladene Schuten. So wurde Holz aus den Sägewerken in Puhos, Joensuu, Varkaus und Utra nach Honkalahti oder Lauritsala transportiert. Auf dem Rückweg wurden oft Lebensmittel mitgenommen. 
Die anfänglichen Befürchtungen, das Schiff wäre unrentabel, wurden nicht bestätigt, zumal man es auch an andere Sägewerksbetreiber vermietete. Außerdem war das Schiff schneller als die Segelschiffe und bewältigte die engen und kurvigen Passagen wesentlich besser. Nachdem Nils Ludvig Arppe 1843 eine Pferdebahn vom Orivesi nach Pyhäjärvi eröffnete, wurde 1844 der Einsatz der Ilmarinen eingestellt und das Schiff vermutlich im selben Jahr abgewrackt.